# Krankenhagen
Krankenhagen ist ein eingemeindetes Dorf der niedersächsischen Stadt Rinteln im Landkreis Schaumburg.

## Geographische Lage
Krankenhagen liegt etwa 6 km südlich der Altstadt von Rinteln im Tal der Exter bzw. an deren westlichen Hängen und 200 m vor der Landesgrenze zu Nordrhein-Westfalen. Der Ort liegt auf einer eiszeitlichen Grundmoräne in einer Höhe von etwa 85 m über NN. Zu Krankenhagen gehört der Ortsteil Friedrichshöhe.
Die durch Krankenhagen verlaufende Extertalstraße wurde 1968/69 auf dem Gebiet der Gemeinde Extertal (Kreis Lippe) ausgebaut, auf Rintelner Seite ließ der Ausbau bis Mitte der 1980er Jahre auf sich warten. Die in den 1920er Jahren erbaute Extertalbahn, an der es einen Haltepunkt in Krankenhagen gab, stellte 1969 den Personenverkehr ein, 1999 wurde auch der Güterverkehr stillgelegt. Die Strecke wird heute nur noch von Fahrraddraisinen befahren.
Nicht weit südlich des Dorfes liegt an der Extertalstraße ein großer Fischteich (Bögerhof), der bis in die 1960er Jahre als Freibad diente.

## Geschichte
Der 1401 in einer Urkunde des Bischofs von Minden erstmals erwähnte Ort ist aus mehreren kleinen Siedlungskernen zusammengewachsen. Frühere Recherchen zur Ortsnamensentwicklung verweisen auf eine bereits im 13. Jahrhundert im nahen Rinteln beurkundete Familie Krankeren. Laut einer anderen Theorie zur Ortsnamenentstehung steht der Wortteil „krank“ für „klein“, „schmal“ oder „gekrümmt“ (mittelhochdeutsch „krank“ = Rundtal, Talbiegung).
Am 1. Oktober 1971 wurde ein Teil der Gemeinde mit damals etwa 100 Einwohnern an die im Kreis Lippe gelegene Gemeinde Extertal abgetreten.
Seit dem 1. März 1974 ist Krankenhagen ein Stadtteil von Rinteln im Landkreis Schaumburg.
Der Ortsteil Friedrichshöhe ist eine Ende des 18. Jahrhunderts unter Landgraf Friedrich von Hessen-Kassel angelegte Waldarbeiterkolonie.

## Politik

### Ortsrat
Mit dem Nachbarort Volksen gibt es den gemeinsamen Ortsrat Krankenhagen-Volksen, der sich aus neun Mitgliedern zusammensetzt. Die Ratsmitglieder werden durch eine Kommunalwahl für jeweils fünf Jahre gewählt.
Bei der Kommunalwahl 2021 ergab sich folgende Sitzverteilung:
| Ortsrat 2021Insgesamt 9 Sitze - SPD: 6 - Grüne: 1 - CDU: 2 |

### Ortsbürgermeister
Ortsbürgermeister ist Gerald Sümenicht (SPD).

## Feuerwehr
Die Freiwillige Feuerwehr Krankenhagen besteht seit 1927. Vorher gab es eine Pflichtfeuerwehr. Nachrichten über das Feuerlöschwesen in einer Landgemeinde der Grafschaft Schaumburg liefert eine Rechtsvorschrift zum Brandschutz im damaligen Hessen, nämlich eine Überarbeitung von 1732 bzw. 1775 der Feuerordnung der Stadt Kassel aus dem Jahre 1558. Darin waren verschiedene Verbote und Gebote enthalten, wie
- Wer ein Feuer entdeckte und kein „lautes Geschrey“ machte, hatte 100 Gulden Strafe zu zahlen.
- Wenn es stürmte, war es bei 5 Gulden Strafe verboten, eine brennende Laterne auszuhängen.

Ein jeder, der „Geschirr“ (Pferdegespanne) hatte, musste sich unter Androhung von Strafe unverzüglich mit Schleifbütte und Kübeln zum Wasser begeben und dieses zum Feuer bringen. Jeder Hausvater war verpflichtet, im Winter ein Fass Wasser im Hause zu haben. Das Einhängen von Speck in die Schornsteine zum Räuchern war verboten. Weil an der Anschaffung der Feuerinstrumente viel gelegen war, musste jeder Neubürger den „Ledereymer“, mit der Hausnummer versehen, „in Natura“ bei der zuständigen Behörde vorzeigen. Auch wurde das Aufstellen von Brandwachen nach Bränden geregelt.

## Vereine
Neben der Freiwilligen Feuerwehr bestehen folgende Vereine:
- TSV Krankenhagen von 1913 mit den Sparten Fußball, Turnen, Cheerleading, Volleyball, Funkengarde, Gesundheitssport, Kempo-Karate und Boule[8]
- Schießsportverein
- TTC Volksen von 1973
- Gesangverein
- Heimatverein e. V.
- Dorfgemeinschaft Friedrichshöhe
- Bürgerhausverein, gegründet 2013 mit dem Ziel den Bau eines Bürgerhauses zu realisieren.

## Schulisches
Die Grundschule Krankenhagen ist Außenstelle der Grundschule Exten (Grundschule Exten-Krankenhagen). Sie ist eine einzügige Schule in dörflicher Umgebung. Im Schuljahr 2013/2014 lag die Anzahl der Schüler bei 73 verteilt auf vier Klassen. Außerdem wird ein Kindergarten vorgehalten.

## Kirchliches
- Die Evangelisch-lutherische Erlöser-Kirchengemeinde gibt es seit 1959. Zuvor gehörte Krankenhagen zum Kirchspiel Exten. Die Kirchengemeinde umfasst den Ort Krankenhagen sowie die Wohnplätze Nottberg, Friedrichshöhe und Klein Uchtdorf (alle Stadt Rinteln). Aus dem benachbarten Kreis Lippe in Nordrhein-Westfalen gehören noch Bremke (Extertal), Rott (Extertal) sowie Nösingfeld dazu.
- Die Römisch-katholischen Christen gehören der Rintelner St.-Sturmius-Kirchengemeinde an.
- Weiterhin gibt es eine Neuapostolische Gemeinde mit eigenem Gotteshaus.

## Sehenswürdigkeiten
- Mit dem Urnengräberfeld auf dem Knickbrink findet sich am Nordwestrand des Ortes ein prähistorisches Gräberfeld.[10]
- Eines der schönsten und besterhaltenen Fachwerkhäuser Krankenhagens ist das Haus Eulenbrink 1. Es wurde im 18. Jahrhundert errichtet und 1841 bzw. 1914 erweitert. Schon im 19. Jahrhundert diente es als Wohn- und Arbeitsstätte eines Schusters. Der letzte Schuhmacher und Gemeinderechner Fritz Grönger lebte hier bis um 1970. Lohnend ist auch der Blick auf die Vorderseite des Hauses, die nördlich über die Nottbergstraße zu erreichen ist.
- Eiche mit einem Brusthöhenumfang von 6,25 m (2016).[11]

## Persönlichkeiten
- Bodo Schillat (1930–2006), Sinterchronologe und Ozeanograph, erforschte 1969 die Riesenberghöhle und 1992 die nach ihm benannte Schillat-Höhle.